# Demjanzi (Boryspil)
Demjanzi (ukrainisch Дем'янці; russisch Демьянцы Demjanzy) ist ein Dorf in der ukrainischen Oblast Kiew mit etwa 998 Einwohnern (2024).

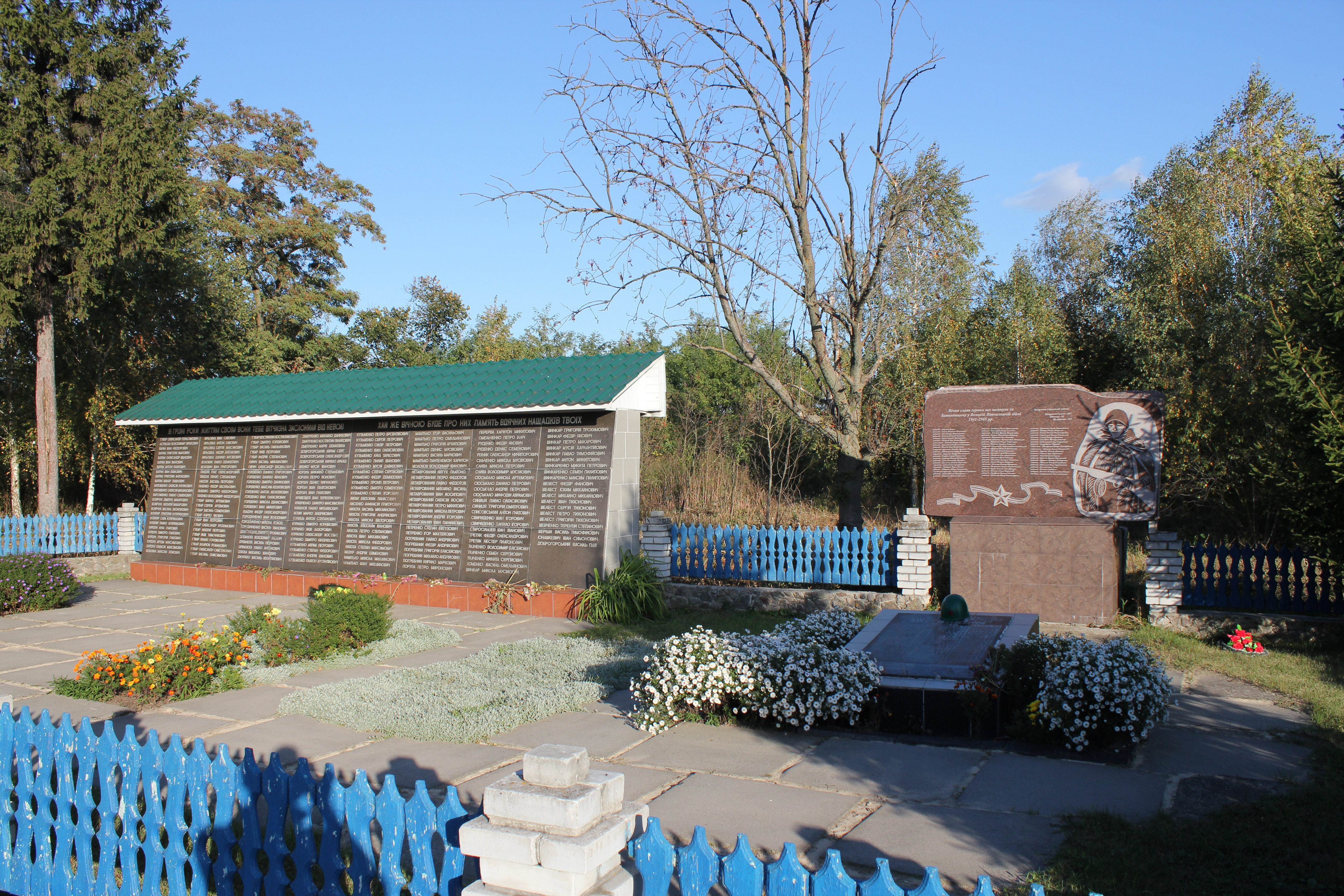
Denkmal im Ort

Demjanzi wurde 1155 erstmals schriftlich erwähnt und liegt Ufer der Iltyzja (Ільтиця), einem Nebenfluss des Trubisch sowie an der Territorialstraße T–10–25.
Das ehemalige Rajonzentrum Perejaslaw befindet sich 8 km südöstlich und die Hauptstadt Kiew liegt etwa 85 km nordwestlich von Demjanzi.
Am 12. Juni 2020 wurde das Dorf ein Teil der neugegründeten Stadtgemeinde Perejaslaw, bis dahin bildete es zusammen mit dem Dorf Charkiwzi (Харківці) die gleichnamige Landratsgemeinde Demjanzi (Дем'янецька сільська рада/Demjanezka silska rada) im Westen des Rajons Perejaslaw-Chmelnyzkyj.
Am 17. Juli 2020 kam es im Zuge einer großen Rajonsreform zum Anschluss des Rajonsgebietes an den Rajon Boryspil.